# République sœur

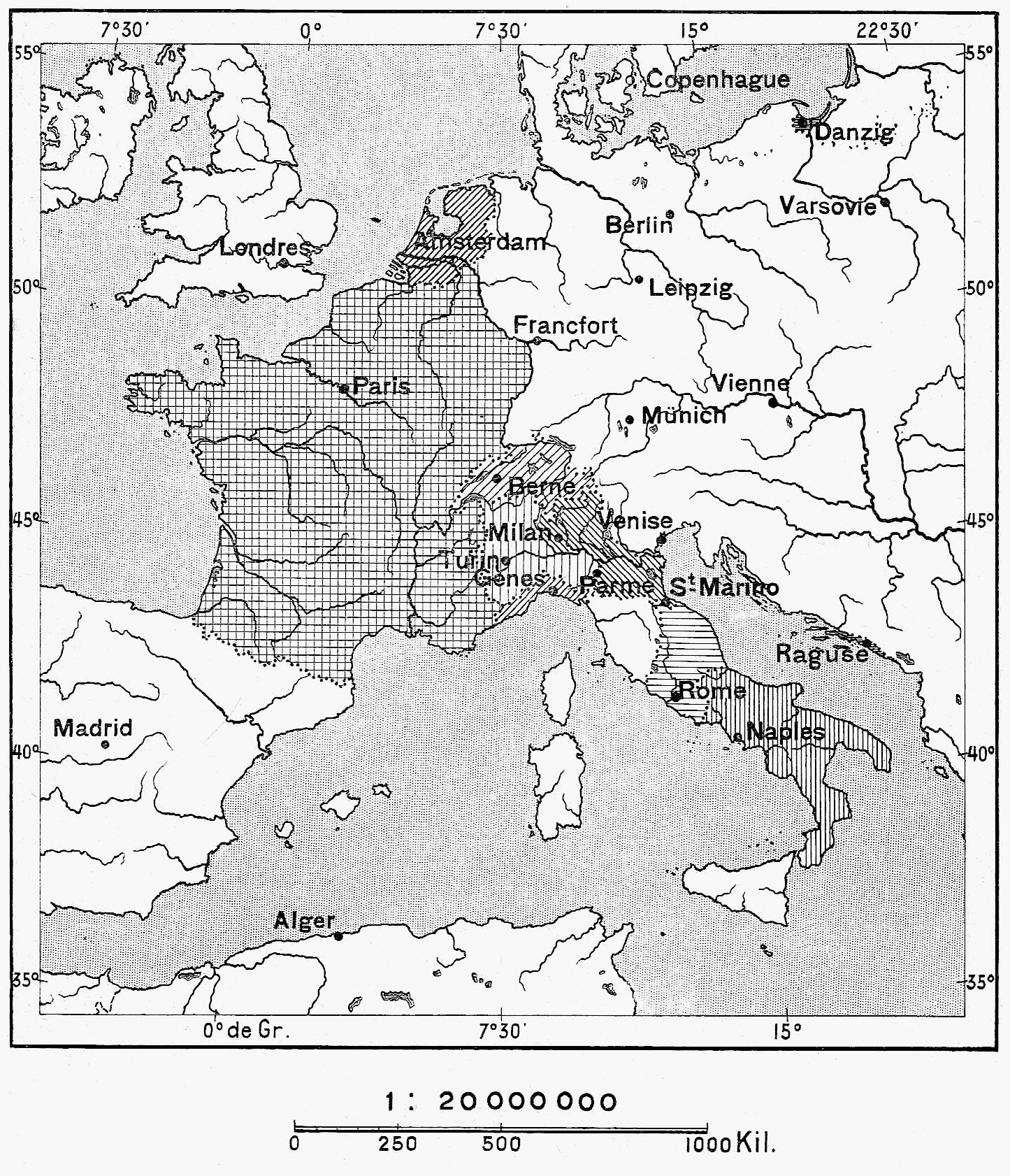
Les républiques sœurs

Une république sœur est une république fondée par la République française lors des guerres de la Révolution française à la fin du XVIIIe siècle — plus précisément entre 1795 et 1799. Ces républiques sont mises en place par le Directoire à la suite de ses conquêtes militaires. Elles seront par la suite transformées en monarchies ou annexées par l'Empire français, sous la direction de Napoléon Ier, avant que le congrès de Vienne à la chute de ce dernier ne redessine de nouveau les frontières européennes.

## Histoire

### Naissance et évolution du concept
L'idée de « république sœur » apparaît dans les discours des « patriotes » dès les premières années de la Révolution française. Ainsi, en 1789, Camille Desmoulins considère les nouvelles Républiques belge et liégeoise comme des alliées naturelles de la France « régénérée ». Après la naissance de la République, en 1792, l'expression « république sœur » s'applique surtout aux États-Unis et à la Suisse, avec lesquelles les révolutionnaires espèrent s'allier pour lutter contre la « coalition des tyrans ».
Le concept de « république sœur » est fondée sur des valeurs communes, telles que la souveraineté populaire et la reconnaissance des droits de l'homme ; ainsi, les républiques aristocratiques (Venise par exemple) ne sont pas considérées comme des républiques sœurs.
Sous le régime de la Convention nationale, les partisans d'une guerre de conquête, notamment une partie des Girondins, considèrent que les pays voisins de la France doivent se « républicaniser », sans quoi ils seraient considérés comme ennemis. Les républiques sœurs doivent servir la France en constituant un glacis protecteur et une zone d'influence.

### Les républiques sœurs sous le Directoire

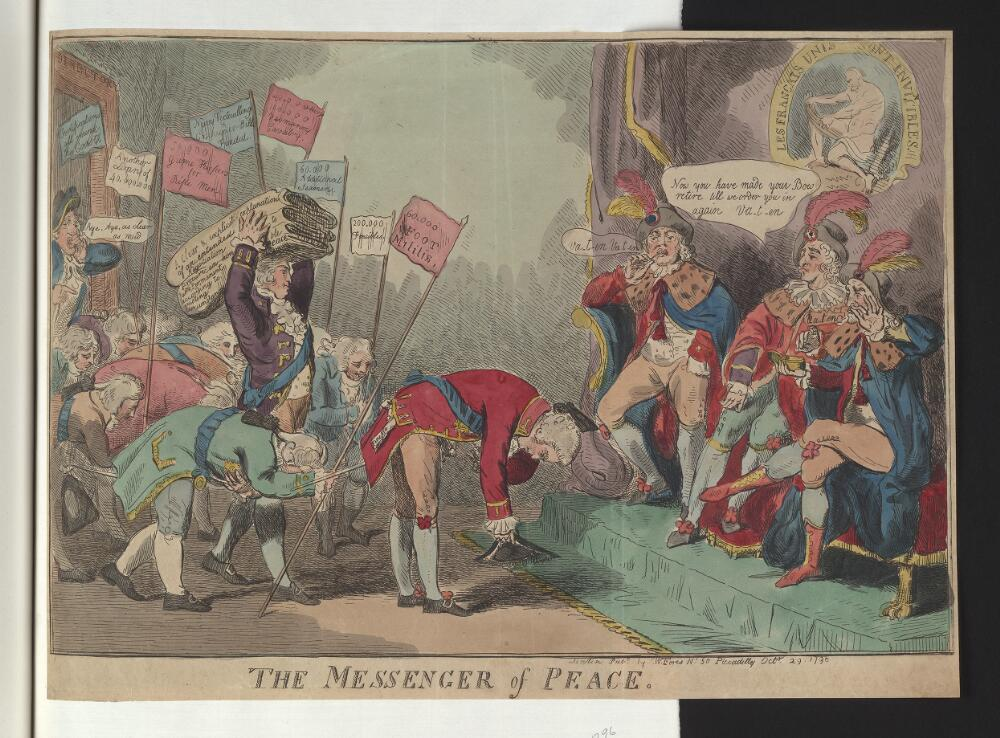
« Le Messager de la paix » : les dirigeants du Directoire reçoivent les envoyés étrangers sous la devise « Les Français unis sont invincibles ». Caricature anglaise d'Isaac Cruikshank, 1796.

Le Directoire, mis en place à la suite des événements du 9 Thermidor, réorganise les territoires conquis en donnant naissance à de nouvelles républiques, entre 1795 et 1799 : notamment, les Républiques batave (1795), cisalpine (1797), ligurienne (1797), romaine (1798), helvétique (1798), et l'éphémère République parthénopéenne (1799).
Le terme de « république sœur » prend alors son sens le plus courant : un État satellite de la République française créé à la suite d'une expédition militaire de l'armée de cette dernière. Néanmoins, il ne s'agit pas uniquement de régimes fantoches totalement soumis à la volonté de la France : certains sont dirigés par des révolutionnaires locaux bénéficiant d'un important soutien populaire. C'est notamment le cas de la République batave et de la République helvétique, tandis que les Républiques italiennes sont en grande partie dues à la volonté de Napoléon Bonaparte d'utiliser les mouvements révolutionnaires italiens en vue de ses propres fins. 
Cependant, Napoléon, dans une lettre à Talleyrand ne cache pas qu'il n'a trouvé qu'un faible concours de la part des républicains italiens : 

« Je n'ai point eu, depuis que je suis en Italie, pour auxiliaire l'amour de la liberté des peuples et de l'égalité, ou du moins cela a été un auxiliaire très faible. Mais la bonne discipline de notre armée ; le grand respect que nous avons eu pour la religion, que nous avons porté jusqu'à la cajolerie pour ses ministres ; de la justice ; et surtout une grande activité et promptitude à réprimer les malintentionnés et à punir ceux qui se déclaraient contre nous, tel a été le véritable auxiliaire de l'armée d'Italie. Voilà l'historique ; tout ce qui est bon à dire dans des proclamations, des discours imprimés sont des romans. »

## Liste des républiques sœurs
| Nom                       | Création          | Disparition       | Durée                      | Pays actuels                                                          | Entités précédentes                                                                                            | Entités suivantes |
| ------------------------- | ----------------- | ----------------- | -------------------------- | --------------------------------------------------------------------- | --- | --- |
| République liégeoise      | 18 août 1789      | 12 janvier 1791   | 1 an, 4 mois et 25 jours   | Belgique (Wallonie)                                                   | Principauté de Liège                                                                                           | Principauté de Liège |
| États Belgiques-Unis      | 11 janvier 1790   | 2 décembre 1790   | 10 mois et 21 jours        | Belgique                                                              | Pays-Bas autrichiens                                                                                           | Pays-Bas autrichiens |
| République rauracienne    | 19 décembre 1792  | 21 mars 1793      | 3 mois et 2 jours          | Suisse (cantons de Bâle, Berne et Jura) France (département du Doubs) | Principauté épiscopale de Bâle                                                                                 | France (département du Mont-Terrible) |
| République de Mayence     | 17 mars 1793      | 22 juillet 1793   | 4 mois et 5 jours          | Allemagne (Rhénanie-Palatinat)                                        | Électorat de Mayence                                                                                           | Électorat de Mayence |
| République bouillonnaise  | 24 avril 1794     | 26 octobre 1795   | 1 an, 6 mois et 2 jours    | Belgique (Wallonie)                                                   | Duché de Bouillon                                                                                              | France (départements des Ardennes, des Forêts et de l'Ourthe)                                                                                    |
| République batave         | 19 janvier 1795   | 5 juin 1806       | 11 ans, 4 mois et 17 jours | Pays-Bas                                                              | Provinces-Unies                                                                                                | Royaume de Hollande |
| République d'Alba         | 25 avril 1796     | 28 avril 1796     | 3 jours                    | Italie (Piémont)                                                      | Royaume de Sardaigne                                                                                           | Royaume de Sardaigne |
| République bolonaise      | juin 1796         | 16 octobre 1796   | 4 mois                     | Italie (Émilie-Romagne)                                               | États pontificaux                                                                                              | République cispadane |
| République transpadane    | 15 novembre 1796  | 29 juin 1797      | 7 mois et 14 jours         | Italie (Lombardie)                                                    | Duché de Milan Duché de Mantoue                                                                                | République cisalpine |
| République cispadane      | 27 décembre 1796  | 27 juin 1797      | 6 mois                     | Italie                                                                | États pontificaux République bolonaise Duché de Modène                                                         | République cisalpine |
| République bergamasque    | 12 mars 1797      | 29 juin 1797      | 3 mois et 17 jours         | Italie (Lombardie)                                                    | République de Venise                                                                                           | République cisalpine |
| République bresciane      | 18 mars 1797      | 20 novembre 1797  | 8 mois et 2 jours          | Italie (Lombardie)                                                    | République de Venise                                                                                           | République cisalpine |
| République crémasque      | 28 mars 1797      | 10 juillet 1797   | 3 mois et 12 jours         | Italie (Lombardie)                                                    | République de Venise                                                                                           | République cisalpine |
| République ligurienne     | 14 juin 1797      | 4 juin 1805       | 7 ans, 11 mois et 21 jours | Italie (Ligurie)                                                      | République de Gênes                                                                                            | Empire français (départements des Apennins, de Gênes, de Montenotte et partiellement des Alpes-Maritimes)                                        |
| République cisalpine      | 27 juin 1797      | 25 janvier 1802   | 4 ans, 6 mois et 29 jours  | Italie                                                                | République cispadane République transpadane Duché de Mantoue République de Venise                              | République italienne |
| République d'Asti         | 28 juillet 1797   | 30 juillet 1797   | 2 jours                    | Italie (Piémont)                                                      | Royaume de Sardaigne                                                                                           | Royaume de Sardaigne |
| République cisrhénane     | 5 septembre 1797  | 23 septembre 1802 | 5 ans et 18 jours          | Allemagne                                                             | Saint-Empire romain germanique (Cologne, Mayence, Trèves, Palatinat du Rhin, Clèves, Juliers, Aix-la-Chapelle) | France (départements du Mont-Tonnerre, du Rhin-et-Moselle, du Roer et de la Sarre                                                                |
| République ancônitaine    | 19 novembre 1797  | 7 mars 1798       | 3 mois et 16 jours         | Italie (Marches)                                                      | États pontificaux                                                                                              | République romaine |
| République tibérine       | 4 février 1798    | 7 mars 1798       | 1 mois et 3 jours          | Italie (Ombrie)                                                       | États pontificaux                                                                                              | République romaine |
| République romaine        | 15 février 1798   | 30 septembre 1799 | 1 an, 7 mois et 15 jours   | Italie Vatican                                                        | États pontificaux République ancônitaine République tibérine                                                   | États pontificaux |
| République helvétique     | 12 avril 1798     | 10 mars 1803      | 4 ans, 10 mois et 26 jours | Suisse                                                                | Ancienne Confédération suisse (Confédération des XIII cantons)                                                 | Confédération des XIX cantons |
| République du Connaught   | 31 août 1798      | 8 septembre 1798  | 8 jours                    | Irlande (Connacht)                                                    | Royaume d'Irlande                                                                                              | Royaume d'Irlande |
| République piémontaise    | 10 septembre 1798 | 20 juin 1799      | 9 mois et 10 jours         | Italie (Piémont)                                                      | Royaume de Sardaigne                                                                                           | Royaume de Sardaigne |
| République parthénopéenne | 21 janvier 1799   | 24 juin 1799      | 5 mois et 3 jours          | Italie (Campanie)                                                     | Royaume de Naples                                                                                              | Royaume de Naples |
| République de Lucques     | 4 février 1799    | 23 juin 1805      | 6 ans, 4 mois et 19 jours  | Italie (Toscane)                                                      | République de Lucques                                                                                          | Principauté de Lucques et Piombino |
| République subalpine      | 20 juin 1800      | 11 septembre 1802 | 2 ans, 2 mois et 22 jours  | Italie (Piémont)                                                      | Royaume de Sardaigne                                                                                           | Empire français (départements de la Doire, du Marengo, du Pô, de la Sesia, de la Stura et du Tanaro) République italienne (département d'Agogna) |
| République italienne      | 26 janvier 1802   | 17 mars 1805      | 3 ans, 1 mois et 19 jours  | Italie                                                                | République cisalpine République subalpine                                                                      | Royaume d'Italie |
| République rhodanienne    | 5 septembre 1802  | 13 décembre 1810  | 8 ans, 3 mois et 8 jours   | Suisse (canton du Valais)                                             | République helvétique                                                                                          | Empire français (département du Simplon) |
| République de Dantzig     | 9 septembre 1807  | 2 janvier 1814    | 6 ans, 3 mois et 24 jours  | Pologne                                                               | Prusse (Prusse-Occidentale)                                                                                    | Prusse (Prusse-Occidentale) |